# 硯 (イラストレーター)
硯（すずり、4月13日 - ）は、ゲームクリエイター（グラフィッカー・原画家）、イラストレーター。ムーンフェイズ株式会社（ケロQ / 枕）所属、神奈川県横浜市出身。

## 人物
グラフィッカーであったが、『モエかん』の発売後、原画家に転向した。
業界きってのサバイバルゲーム愛好家として知られている。
『グランクレスト・リプレイ ライブシリーズ ライブ・ファクトリー』にプレイヤーとして出演している。

## 作品リスト

### PCゲーム
ケロQ
- モエかん － グラフィック
- モエかす（『モエかん』ファンディスク） － 原画家デビュー作・グラフィックも担当。
- 素晴らしき日々 〜不連続存在〜 - 原画

枕
- H2O -FOOTPRINTS IN THE SAND- － キャラクターデザイン・原画
- √after and another － キャラクターデザイン・原画
- 向日葵の教会と長い夏休み － 原画[1]

### 挿絵・イラスト
- 黒のストライカ（MF文庫J、挿絵）
- 朽ちた神への聖謡譚（MF文庫J、挿絵）
- 七曲ナナミの斜めな事情（講談社ラノベ文庫、挿絵）
- メイジオブリージュ（MF文庫J、挿絵）
- 翼の姫と灼天の竜喰らい（HJ文庫、挿絵）
- 軍オタが魔法世界に転生したら、現代兵器で軍隊ハーレムを作っちゃいました!?（富士見ファンタジア文庫、挿絵）

### TRPG
- グランクレスト・リプレイ ライブシリーズ ライブ・ファクトリー（富士見ドラゴンブック、プレイヤー役）

## 同人活動
天然石（てんねんせき）という名前の同人サークルを主宰している。コミックマーケットではシャッターサークル（超大手）の常連として人気を集めている。